# Matiri (rivière)
La rivière Matiri (en  anglais : Matiri River ) est un cours d’eau situé  dans le nord-ouest de l’Île du Sud  de la Nouvelle-Zélande .

## Géographie
Elle court sur 30 kilomètres de sa source à l’ouest du  Mont Owen dans le Parc national  de Kahurangi , jusqu’à sa confluence avec le fleuve Buller,  juste au-dessous de la ville de  Murchison.  A mi chemin de son cours , elle traverse le lac  Matiri . 
En aval du lac Matiri, les berges de la rivière sont le siège d’un ensemble de fermes vivrières et de petite sections de forêts .

## Loisirs
La  rivière est prisée pour les activités ludiques d’eau vive.  Elle possède des rapides sérés, classés en grade III  avec une clé étroite à l’origine de la gorge à faible distance en amont de la fin de la route.  Il y a aussi deux chutes entre les rochers, qui ne peuvent être abordées que lors des hautes eaux  quand elle atteint le grade IV.  La rivière est  considérée comme étant le meilleur passage, quand le fleuve Buller est trop haut  et trop dangereux .
Un chemin de randonnée commence au niveau de la route et court le long de la berge ouest de la rivière 

## Hydroélectricité
La “New Zealand Energy Limited” a propose un projet de central hydro-électrique, qui serait implantée sur la rivière.